# Megalotocepheus hainanensis
Megalotocepheus hainanensis är en kvalsterart som beskrevs av Wen och Zhao 1993. Megalotocepheus hainanensis ingår i släktet Megalotocepheus och familjen Otocepheidae. Inga underarter finns listade i Catalogue of Life.